# Gliese 74
Gliese 74 is een hoofdreeksster van het type K3.5, gelegen in het sterrenbeeld Vissen op 78,32 lichtjaar van de Zon.